# 1700-1709
De jaren 1700-1709 (van de christelijke jaartelling) zijn een decennium in de 18e eeuw.

## Meerjarige gebeurtenissen en ontwikkelingen

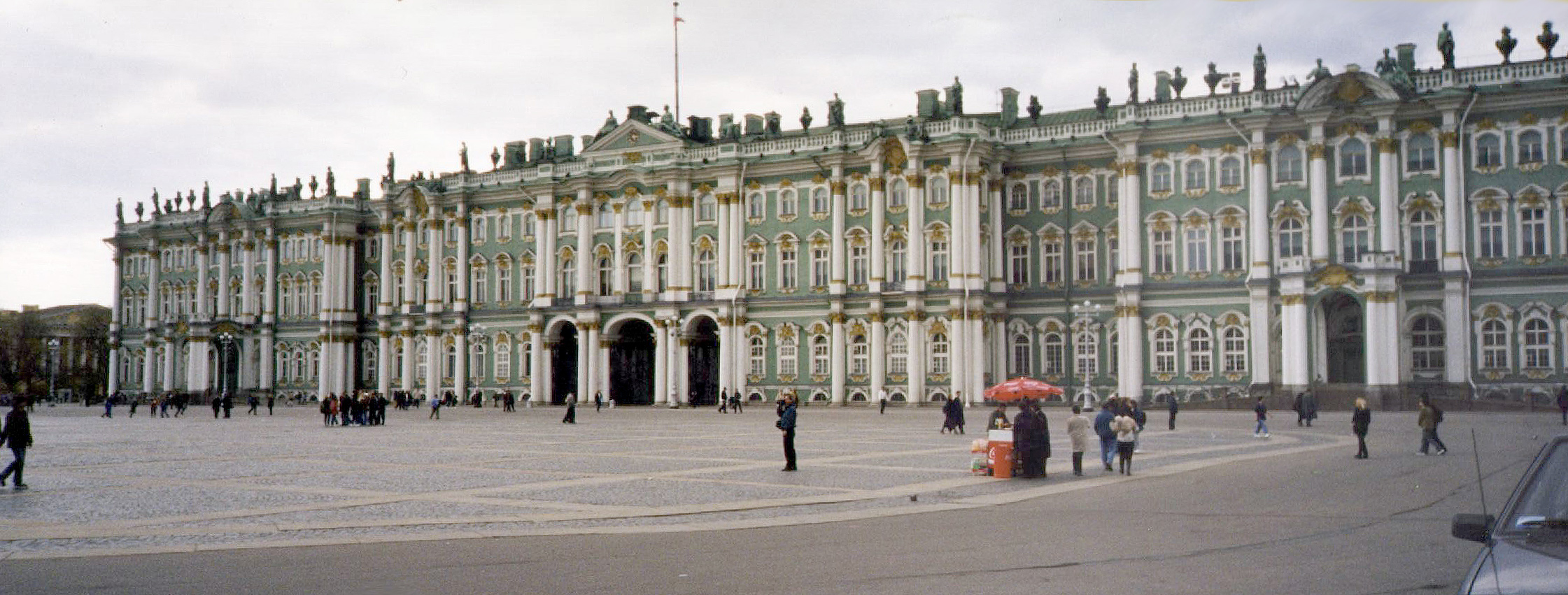
Hermitage in Sint-Petersburg

### Oorlogen

#### Grote Noordse Oorlog
- 1700 : Gesterkt door het Verdrag van Preobrazjenskoje, een verbond tegen het Zweedse Rijk, begint Denemarken de Grote Noordse Oorlog.
- 1700 : Vrede van Traventhal. Gesteund door een Engels-Hollandse vloot, bombardeert Zweden, Kopenhagen. De Denen staken de oorlog.
- 1700 : Slag bij Narva. Rusland valt Lijfland binnen.
- 1701-1706 : Pools-Zweedse Oorlog. Koning Karel XII van Zweden valt Polen en Saksen aan, omdat hij vindt dat Frederik August I van Saksen geen rechtmatige koning is van Polen.
- 1702 : De Zweden veroveren Warschau.
- 1703 - Stichting van Sint-Petersburg, door Peter de Grote. De bouw van deze nieuwe hoofdstad is een uitvloeisel van zijn streven om aansluiting te vinden bij Europa. Het werk wordt door Oeigoeren, Kirgiezen, Kazachen, Jakoeten en Tataarse dwangarbeiders verricht.
- 1704 : Karel XII van Zweden zet Stanislaus Leszczyński op de Pools-Litouwse troon, om een nieuwe aanval op zijn gebieden te voorkomen.
- 1705 : De Zweden blokkeren Sint-Petersburg. De aanval op de stad wordt afgeslagen door de in 1704 opgerichte Russische Oostzeevloot onder leiding van de Nederlandse commandant Cruys.
- 1706 : Verdrag van Altranstädt. Polen trekt zich uit de oorlog terug.
- 1707 : Rusland staat er nu alleen voor en stuurt op onderhandelingen, Karel XII van Zweden weigert.
- 1708 : Zweden valt Rusland aan. Rusland past de tactiek van de verschroeide aarde toe.
- 1708-1709 : Grote vorst, waarschijnlijk de koudste winter van het tweede millennium.
- 1709 : Slag bij Poltava. De Russen onder Peter de Grote verslaan de Zweden. Karel XII vlucht naar het Ottomaanse Rijk. Frederik August I van Saksen neemt terug plaats op de Poolse troon.

#### Spaanse Successieoorlog
- 1700 : De Habsburgse Spaanse koning Karel II sterft kinderloos, het begin van de Spaanse Successieoorlog (1701-1714).
- 1701 : Verdrag van Den Haag. Het verdrag moet het successieprobleem oplossen.
- 1702 : Koning Willem III van Oranje sterft. Lodewijk XIV van Frankrijk steunt de kandidatuur van Jacobus III.
- 1703 : Maximiliaan II Emanuel van Beieren schaart zich aan de zijde van de Fransen. Victor Amadeus II van Savoy kiest partij voor Keizer Leopold I.
- 1704 : Slag bij Blenheim aan de Donau. Onder leiding van John Churchill en Eugenius van Savoye worden de Fransen verslagen.
- 1705 : Slag bij Eliksem. John Churchill doorbreekt de Franse Brabantlinie.
- 1706 : Slag bij Ramillies. Opnieuw worden de Fransen verslagen.
- 1707 : Slag bij Almansa. Deze maal een Franse overwinning op Spaanse bodem.
- 1708 : Slag bij Oudenaarde en de Slag bij Wijnendale. Opnieuw een overwinning van de geallieerden.
- 1709 : Slag bij Malplaquet. De bloedigste veldslag van de achttiende eeuw.

### Republiek der Zeven Verenigde Nederlanden
- 1702 : Na de dood van Willem III kiest de Republiek wederom, met uitzondering van de gewesten die onder de Friese stadhouder vallen, voor het Tweede Stadhouderloze Tijdperk. De Raadspensionaris van Holland, Anthony Heinsius, krijgt de zeggenschap in de buitenlandse politiek, en neemt samen met Eugenius van Savoye namens Oostenrijk en de hertog van Wellington de leiding van de anti-Franse coalitie.
- 1703 : Gelderse Plooierijen. In Gelderland, Overijssel en Utrecht, de gewesten die de magistraatsbestelling aan de stadhouder hadden toevertrouwd, ontstaat een beweging om dit terug te draaien, de Gelderse plooierij. De gilden en de regentenfamilies die onder Willem III van de macht waren uitgesloten, proberen meer politieke invloed te krijgen. Zij worden Nieuwe Plooi genoemd, de zittende regenten Oude Plooi. Dit leidt in de periode 1702-1708 tot ongeregeldheden in de grote en de kleine steden.

### Zuidelijke Nederlanden
- 1709 : Barrièretraktaat. De Republiek krijgt de controle over de Spaanse Nederlanden.
- De Antwerpsesteenweg wordt aangelegd op het grondgebied Mechelen tot aan het dorp Walem in 1704-1706 op initiatief van de Staten van Brabant. Deze nieuwe baan moet het verkeer op de kronkelige Oude Antwerpsebaan ontlasten.

### Britse Rijk
- 1701 : Act of Settlement van 1701 regelt de troonopvolging in het Britse Rijk. De Act stelt vast dat de keurvorst van Hannover, derde in de lijn van de troonopvolging wordt.
- 1702 : Koning Willem III sterft, hij wordt opgevolgd door Anna, de zus van zijn overleden vrouw, Maria II van Engeland.
- 1707 - Door de Act of Union worden Engeland en Schotland tot één rijk verenigd met één parlement: Koninkrijk Groot-Brittannië.

### Heilig Roomse Rijk
- 1703-1711 : Rákóczi's Opstand. De vorst van Transsylvanië komt in opstand tegen de Habsburgse monarchie.
- 1705 : Keizer Leopold I sterft, hij wordt opgevolgd door zijn zoon Keizer Jozef I.

Amerika
- 1701 - De Beveroorlogen in Noord-Amerika tussen de Irokezen en de Fransen worden met la Grande Paix beëindigd.
- 1702-1713 : De Oorlog van koningin Anna. De Spaanse Successieoorlog wordt ook in Noord-Amerika uitgevochten, tussen het koninkrijk Frankrijk en het Koninkrijk Groot-Brittannië (vanaf 1707).

Koloniën
- De wijk Punda van Willemstad is aan het begin van de eeuw volgebouwd en er wordt in 1707 aan de andere kant van de Sint Annabaai begonnen met de bouw van de nieuwe wijk Otrobanda.

Scheepvaart
- Het Brielse Gat begint sterk te verzanden.

Godsdienst
- de Raad van State geeft opdracht om het klooster Mariaschoot te Ommel te verkopen. Het klooster moest na 1648 uitsterven, maar het nam sindsdien toch nieuwe nonnen aan. De laatste kloosterlinge van voor 1648 is in 1706 gestorven, waarna een gedwongen verkoop volgt. Anna Catharina Constantia van Boecop, vrouwe van Asten, koopt het klooster in 1707, waarop zij het onderhands weer aan de nonnen doorverkoopt, die aldus in het klooster kunnen blijven.
- Protestantse verzetsstrijders Camisards zijn in 1702 in de Cevennen actief. De gevechten zijn tussen 1702 en 1704 hevig genoeg om van een echte oorlog van de Camisards te spreken, die pas door de regering wordt gewonnen als de koning maarschalk De Villars als gouverneur naar de Cevennes stuurt. Het protestantse verzet smeult echter tot 1710 na.

## Wetenschap en techniek
- 1705 - Thomas Newcomen bouwt de eerste werkende stoommachine, de stoommachine van Newcomen.
- 1705 - 19 december - Nicolaus Cruquius begint in Delft driemaal daags weermetingen uit te voeren: temperatuur, luchtdruk, vochtigheid en neerslag.
- 1705 - Edmond Halley schrijft zijn werk over de kometenlopen. De komeet Halley krijgt zijn naam.

## Kunst en cultuur
- Het lukt de geoloog Von Tschirnhaus met de hulp van de alchemist Böttger een belangrijke stap in de ontwikkeling van porselein te maken. De beide mannen worden door de beginnende verzamelaar August de Sterke, keurvorst van Saksen, financieel gesteund, maar ook onder druk gezet om een nieuwe en innoverende industrie te ontwikkelen. Er wordt op 15 januari 1708 een goed procedé ontwikkeld en op 24 april van dat jaar wordt met behulp van twee Amsterdamse tegelbakkers: Gerrit van Malsem en zijn stiefvader officieel de eerste porseleinfabriek opgericht. De uitvinding van porselein wordt op 28 maart 1709 aan de keurvorst gemeld, als het is gelukt om negen kopieën van Chinees porselein te produceren.[
- Bartolomeo Cristofori ontwikkelt uit de klavecimbel de klavecimbel che fà il piano e il forte, een klavecimbel die hard en zacht kan spelen. Deze naam wordt ingekort tot pianoforte, en later tot piano.

## Belangrijke personen

### Overleden
- 1706 : Koning Peter II van Portugal sterft, hij wordt opgevolgd door zijn zoon Johan V van Portugal.

<< · 1700 · 1701 · 1702 · 1703 · 1704 · 1705 · 1706 · 1707 · 1708 · 1709 · >>
<< · 1700-1709 · 1710-1719 · 1720-1729 · 1730-1739 · 1740-1749 · 1750-1759 · 1760-1769 · 1770-1779 · 1780-1789 · 1790-1799 · >>